# آرام‌اس ریپابلیک (۱۹۰۳)
آرام‌اس ریپابلیک (۱۹۰۳) (به انگلیسی: RMS Republic (1903)) یک کشتی بود که طول آن ۵۷۰٫۰ فوت (۱۷۳٫۷ متر) بود. این کشتی در سال ۱۹۰۳ ساخته شد.